# Den förskräckliga apan (novell)
Den förskräckliga apan (originaltitel The Monkey) är en novell i novellsamlingen Den förskräckliga apan av Stephen King. Den har publicerats tidigare i Gallery Magazine år 1980.
Filmen The Monkey, baserad på novellen, hade premiär 2025.

## Handling
En familj hittar en gammal leksak i form av en apa med cymbaler. Den har övernaturliga krafter och varje gång den spelar med cymbalerna dör någon i närheten.